# Linycus flavitarsis
Linycus flavitarsis là một loài tò vò trong họ Ichneumonidae.